# Korff (Familienname)
Korff ist ein deutscher Familienname.

## Namensträger
- Alexander Hugo Bakker Korff (1824–1882), niederländischer Maler
- André Korff (* 1973), deutscher Radrennfahrer
- Andrei Nikolajewitsch Korff (1831–1893), russischer General der Infanterie
- Annemarie Korff (1909–1976), deutsche Schauspielerin
- Arnold Korff (1870–1944), österreichischer Schauspieler
- August Freiherr von Korff (1880–1959), deutscher Landrat
- Bernhard Korff gen. Schmising († 1595), evangelischer Domherr in Münster sowie Dombursar
- Christian August Korff (1812–1885), deutscher Kaufmann
- Emanuel von Korff (1826–1903), deutscher Offizier und Reiseschriftsteller
- Francisca Lucia von Korff zu Harkotten und Störmede (1722–1799), Äbtissin im Stift Freckenhorst
- Franz von Korff gen. Schmising-Kerssenbrock (1781–1850), preußischer Landrat des Kreises Halle
- Franz Otto von Korff gen. Schmising zu Tatenhausen (1719–1785), Amtsdroste in Cloppenburg und Kämmerer in Kurköln
- Freya von Korff (* 1986), deutsche Schriftstellerin
- Friedrich von Korff gen. Schmising-Kerssenbrock (1820–1889), deutscher Landrat
- Friedrich Alexander von Korff (1713–1786), deutscher Staatsmann
- Friedrich Anton Johann Nepomuk von Korff (1775–1836), deutscher Beamter und Politiker
- Friedrich Bernard Hubert Freiherr von Korff (1865–1928), deutscher Verwaltungsjurist und Polizeipräsident
- Friedrich Matthias von Korff gen. Schmising zu Tatenhausen (1660–1727), deutscher Landdrost
- Friedrich Nikolaus Georg von Korff (1773–1823), russischer Generalleutnant
- Friedrich Sigismund von Korff (1730–1797), kurländischer Landesdelegierter
- Friedrich Wilhelm von Korff († um 1744), kurländischer Landesdelegierter
- Friedrich Wilhelm Korff (* 1939), deutscher Philosoph und Schriftsteller
- Fritz von Korff (* 1943), deutscher General
- Gottfried Korff (1942–2020), deutscher Kulturwissenschaftler
- Gustav Korff (1872–1934), deutscher Phytopathologe
- Hans Peter Korff (1942–2025), deutscher Schauspieler
- Heidenreich Korff, Domherr in Münster
- Heinrich von Korff (Regierungsbeamter) (1792–1860), deutscher Regierungsbeamter
- Heinrich von Korff (Regisseur) (1868– nach 1926), österreichischer Regisseur und Drehbuchautor
- Hermann August Korff (1882–1963), deutscher Literaturhistoriker
- Jens Jürgen Korff (* 1960), deutscher Sachbuchautor
- Johann Henrich Korff (1776–1831), deutscher Landwirt und Mitglied der Landstände der Landgrafschaft Hessen
- Johann Adolf von Korff gen. Schmising (1619–1678), Domherr in Münster
- Johann Albrecht von Korff (1697–1766), Präsident der Russischen Akademie der Wissenschaften und Diplomat
- Karl von Korff (1867–1956), deutscher Anatom und Histologe
- Klemens von Korff (1804–1882), preußischer Landrat des Kreises Halle und Abgeordneter
- Kurt Korff (1876–1938), deutscher Journalist
- Maria von Korff Schmising (* 1975), deutsche Pflanzengenetikerin und Hochschullehrerin
- Modest Graf von Korff (1909–1997), deutscher Beamter und SS-Hauptsturmführer
- Modest Andrejewitsch von Korff (1800–1876), russischer Staatsmann
- Modest Modestowitsch von Korff (1842–1933), russischer Hofbeamter
- Nikolaus Friedrich von Korff (1710–1766), russischer Militär
- Paul Korff (1875–1945), deutscher Baumeister und Architekt
- Pawel Leopoldowitsch Korff (1837–1913), russischer Großgrundbesitzer, Geheimrat und Amtsträger
- Peter Anton von Korff (1787–1864), preußischer Generalleutnant
- Rainer Korff (* 1955), deutscher Offizier, Generalleutnant
- Rüdiger Korff (* 1954), deutscher Soziologe
- Werner Korff (1911–nach 1934), deutscher Eishockeyspieler
- Wilhelm Korff (Politiker) (1901–1975), deutscher Politiker (GB), MdL Bayern
- Wilhelm Korff (1926–2019), deutscher Theologe und Hochschullehrer
- Wilhelm August Korff (1845–1914), deutscher Petroleumkaufmann